# میتنوالد
میتنوالد (به آلمانی: Mittenwald) یک شهر در آلمان است که در بایرن واقع شده‌است.

## خصوصیات
میتنوالد ۱۳۲٫۸۵ کیلومترمربع مساحت دارد ۹۲۳ متر بالاتر از سطح دریا واقع شده‌است.

## خواهرخوانده
شهر ویک آن در فور خواهرخواندهٔ میتنوالد هست.